# Valz-sous-Châteauneuf
Valz-sous-Châteauneuf är en kommun i departementet Puy-de-Dôme i regionen Auvergne-Rhône-Alpes i centrala Frankrike. Kommunen ligger i kantonen Jumeaux som tillhör arrondissementet Issoire. År 2022 hade Valz-sous-Châteauneuf 53 invånare.

## Befolkningsutveckling
Antalet invånare i kommunen Valz-sous-Châteauneuf
| Referens: INSEE |